# Dirty Pair OAV
Dirty Pair est une série télévisée d'animation japonaise en 10 épisodes de 25 minutes et diffusée sous forme d'OAV. Cette série est inédite en France.

## Synopsis
En 2141, Dan et Danny sont deux « Anges de la Galaxie », en d'autres termes des agents spéciaux de la galaxie travaillant pour la WWWA.
Elles font leur métier avec une chance inexistante ou presque qui déclenche catastrophe sur catastrophe. Elles sont aidées d'un robot, Nanmo, et d'une espèce de gros chat, Mughi.

## Distribution des voix

### Voix japonaises
- Kyouko Tonguu : Kei
- Saeko Shimazu : Yuri

## Fiche technique
- Animation : Studios Kino Production
- Arrière-plans : Studio CATS
- Son : New Japan Studio
- Processus : Tokyo Laboratory
- Finitions : Studio Beam

## Épisodes
1. Prison Revolt! We Hate Stubborn People
2. Count Us Out! Ultimate Halloween Party
3. Challenge To The Gods! We're Not Afraid Of Your Divine Wrath
4. They're Only Kids? Wargamers Must Die
5. And Then No One Played
6. What? A Surprise Seaside Wedding Panic
7. Rigged Ring? Revenge Of The Muscle Lady
8. This Girl Is My Elder! Sleeping Beauty
9. Slaughter Squad! Red Eyed Hell Signal
10. Evil Speaks For Itself! Space Truckers